# Мечкин камен
Мечкин камен (на македонска литературна норма: Мечкин Камен) е скалисто плато на Биринската планина в близост до град Крушево. Там се провежда най-голямото и най-кръвопролитното сражение на Илинденско-Преображенското въстание, известно като битката на Мечкин камен.
Години по-късно на мястото на полесражението е издигнат паметник-чешма от местните българи, но след 1918 година е разрушен от сръбските власти. По време на Българско управление във Вардарска Македония (1941 – 1944) се набират средства за неговото възстановяване.
През 1983 година в местността е поставен бронзов паметник на Димо Тодоровски, който е определен за значимо културно наследство в Северна Македония.